# ČT3 (1993)
ČT3 byla televizní stanice České televize, která vysílala v roce 1993. Nahradila předchozí stanici OK3 a na rozdíl od ostatních dvou tehdejších kanálů České televize, ČT1 a ČT2, vysílala ČT3 svůj program z velké části cizojazyčně a nepřetržitě 24 hodin denně.

## Historie
Historie stanice ČT3 se odvíjí od třetího vysílacího okruhu Československé televize, který byl původně využíván pro vysílání sovětské televize v Československu. Na počátku 90. let 20. století došlo v rámci federalizace k rozdělení tohoto okruhu na dvě nové stanice. Dne 14. května 1990 začala vysílat stanice OK3 pro Česko a 6. června 1991 pak stanice TA3 pro Slovensko. Od 1. ledna 1992 provozovala stanici OK3 nově zřízená Česká televize. Po rozpadu Československa došlo 1. ledna 1993 k přejmenování kanálu OK3 na ČT3. Vysílání ČT3 bylo ukončeno 31. prosince 1993.
Od 1. ledna 1994 vysílala Česká televize na frekvenční síti ČT3 programovou nabídku kanálu ČT2. Souběžné vysílání ČT2 skončilo 3. února 1994, kdy tento kanál opustil původní kmitočty a zůstal pouze na frekvencích někdejšího kanálu ČT3. Uvolněné místo začala od 4. února 1994 využívat první česká celoplošná komerční stanice TV Nova.

## Programová skladba
Programová skladba ČT3 obsahovala převážně zpravodajské relace několika zahraničních televizí, například CNN (00.00-10.00, pak krátce v poledních hodinách – anglicky), RTL (zpravodajství RTL Aktuell – německy), RAI (Telegiornale Uno – italsky), TV5 (francouzsky) či zpravodajské relace Novosti (rusky) a Aktuality STV (slovensky). Vedle zpravodajských bloků vysílala stanice také některé seriály, například Riviéra. Na ČT3 se také objevovaly reprízy pořadů z obou zbývajících kanálů České televize.

## Další využití označení ČT3
Po roce 2010 začala Česká televize plánovat nový dětský kanál, který byl pracovně označován jako ČT3. Ten nakonec zahájil vysílání 31. srpna 2013 pod názvem ČT :D.
V době pandemie covidu-19 zahájila Česká televize od 23. března 2020 vysílání kanálu ČT3. Jako tzv. televize třetího věku byla určena seniorům, kterým bylo vládou v souvislosti s pandemií doporučeno zůstávat doma. Její provoz byl ukončen 1. ledna 2023.